# 選科
選科（せんか）とは、規定の学課の一部のみを選んで学ぶ課程。撰科とも表記された。本科に準ずる課程であり、日本の帝国大学においては、本科の欠員を埋め合わせる形で募集がおこなわれた。

## 概要
修業年限は本科と同じように3年だったが、学校図書館の利用などに関して制限を受け、修了しても学士号は与えられなかった。旧制高等学校の卒業を入学資格とする本科と異なり、選科には旧制中学校卒業の資格でも入学が許された。なおかつ、入学後に専検や高検に合格すれば本科に転じることが認められ、それまでの在学期間も通算して3年で修了できる利点があった。
東京帝国大学の選科に学んだ西田幾多郎は
と回想している。また、京都帝国大学の選科に学び、のち本科に転じた菊池寛は
と回想している。

## 選科に学んだ著名人
- 青木誠四郎
- 安藤正次
- 池田亀鑑
- 磯村英一
- 岩波茂雄
- 上野陽一
- 丘浅次郎
- 岡倉由三郎
- 岡本一平
- 小倉金之助
- 小倉倹司
- 加藤セチ
- 鹿子木員信
- 嘉納治五郎 - 東京帝国大学文学部の本科で政治学および理財学の学士号を取得した後、選科で道義学と審美学を学ぶ[3]。
- 川本宇之介
- 神吉晴夫
- 菊池寛
- 岸田國士
- 木村鷹太郎
- 木村素衛
- 久保栄
- 黒島伝治
- 五島慶太 - 東京帝国大学の政治学科選科に入学後、旧制第一高等学校の卒業資格を取得し、法学部本科に転学した。
- 駒井卓
- 榊莫山
- 島崎藤村
- 下山懋
- 寿岳文章
- 末永純一郎
- 鈴木大拙
- 田岡嶺雲
- 匠秀夫 - 1948年に京都帝国大学文学部選科を中退し、北海道大学文学部に進む。
- 竹友藻風
- 田中美知太郎
- 田辺尚雄 - 東京帝国大学の本科生として物理学や音響学を専攻する傍ら、東京音楽学校（現・東京芸術大学）選科で音楽を学んだ。
- 谷本富
- 戸川秋骨
- 戸田海市
- 戸水寛人
- 中橋徳五郎
- 中村知
- 西尾実
- 西岡虎之助
- 西田幾多郎
- 新渡戸稲造
- 萩原蘿月
- 花田清輝
- 林達夫
- 町田忠治
- 松岡譲 - 一高落第後、東大文科の選科に入学、翌年試験を受けて本科に転学[4]。
- 三浦周行
- 三上義夫
- 光田健輔
- 宮井安吉
- 森田梧郎
- 柳田謙十郎
- 山内清男
- 山階芳麿
- 大和資雄
- 山本有三
- 湯沢幸吉郎
- 渡辺力

## 関連人物
- 周恩来 - 河上肇の講義を聴くため京都帝国大学政治経済科の選科の入学願書を書いたが、入学はしなかった[5]。